# Bud Jacobson (Musiker)
Orville „Bud“ Jacobson (* 22. Februar 1903; † April 1960) war ein amerikanischer Musiker (Altsaxophon, Klarinette, Piano) und Bandleader des Chicago-Jazz.

## Leben und Wirken
Bud Jacobson, der zu Beginn seiner Karriere neben Altsaxophon und Klarinette eine Vielzahl von Instrumenten spielte, trat zunächst in der von seinen Eltern geleiteten Familienband auf, spielte dann in Highschoolbands und lokalen Combos, mit denen er in Spielstätten wie dem Colony Club und Oak Park auftrat, noch unter seinem richtigen Namen Orville Jacobson. In den 1920er-Jahren arbeitete er bei Russ's Melody Boys in Ferienresorts, bevor er um 1924 seine erste eigene Band gründete, die White City Band, und in Detroit mit Art Kassel auftrat.
In den 1920er-Jahren spielte Jacobson, stilistisch von Frank Teschemacher beeinflusst,  mit zahlreichen Vertretern des Chicago-Jazz, wie mit Wingy Manone, Thelma Terry (mit der 1928 seine ersten Aufnahmen für Columbia entstanden), Bud Freeman („Crazeology“, OKeh) und Floyd Towne,  1930 auf Schiffen auf den Great Lakes bei Joe Kayser, außerdem mit Frank Snyder und Frank Melrose (1935), Jimmy McPartland (1939) sowie als Begleitpianist von Anita O’Day.
Ende der 1930er-Jahre arbeitete Jacobson mit eigenen Formationen, daneben bei Joey Conrad, Earl Wiley, Mark Fisher und Jack Page; 1941 gründete Jacobson die Jungle Kings, in denen u. a. auch Frank Melrose spielte. Mit den Jungle Kings spielte Jacobson zwischen 1941 und 1946 eine Reihe von Titeln für Paramount, Signature Records und Steiner Davis Records ein, u. a. „Muskrat Ramble“, „Bill Bailey, Won’t You Please Come Home?“ oder „Nobody’s Sweetheart“, die aber teilweise unveröffentlicht blieben. Im Bereich des Jazz war er zwischen 1928 und 1946 an 13 Aufnahmesessions beteiligt. Er trat bis noch in die frühen 1950er-Jahre in Chicago auf, bevor er sich in Florida zur Ruhe setzte.